# USS 엔터프라이즈 (CVN-65)

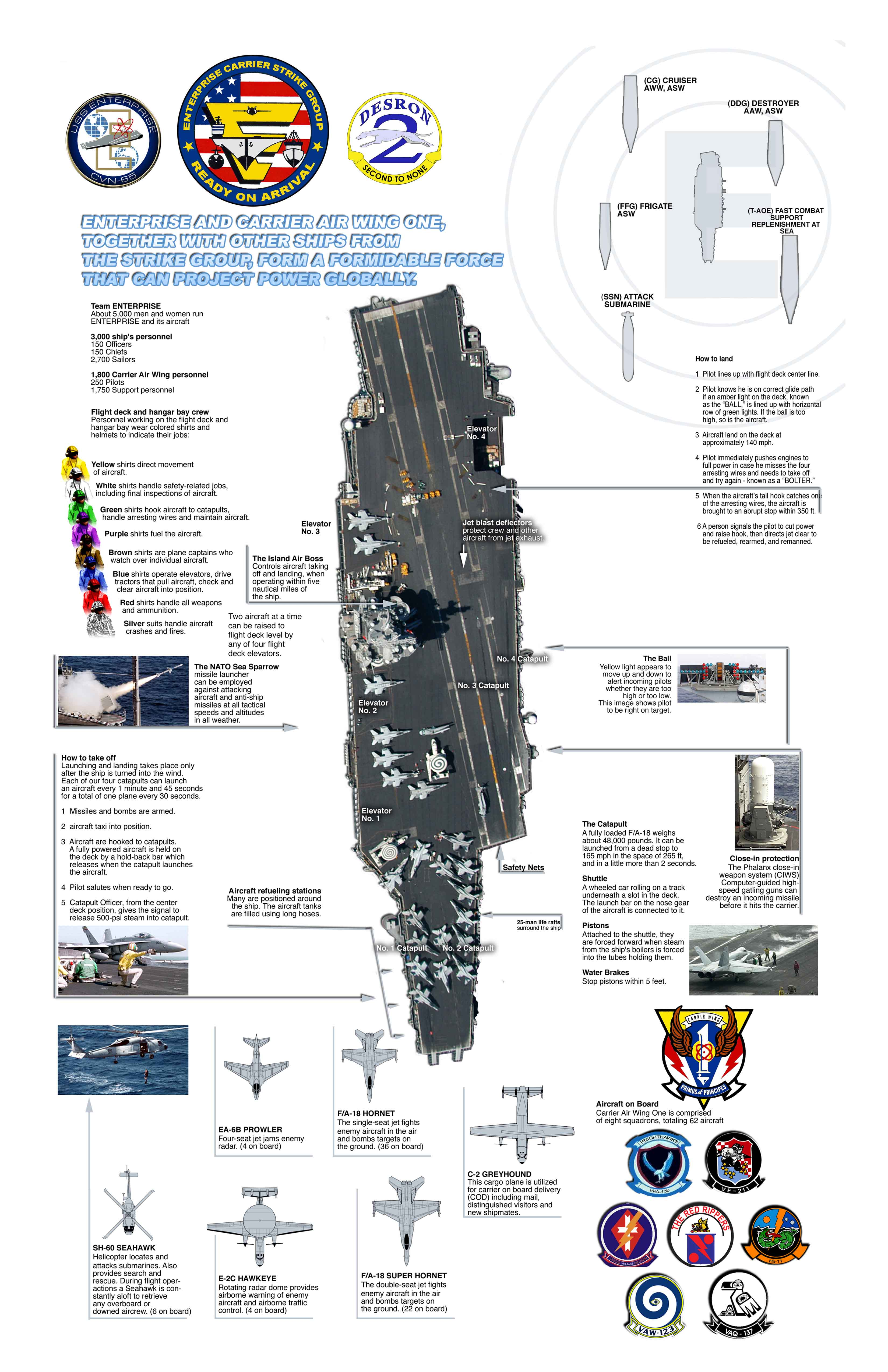

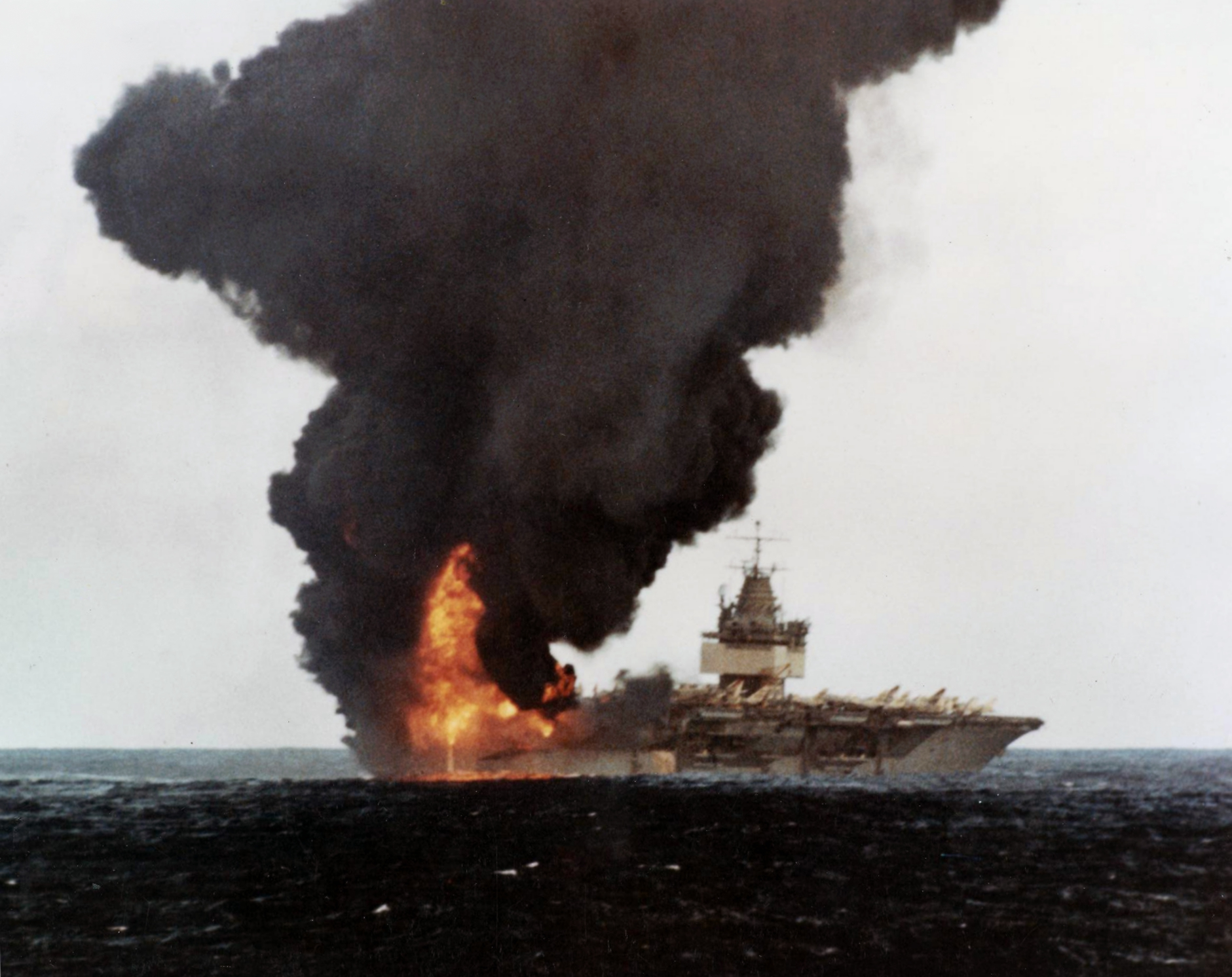
1969년 1월 14일, 하와이 해상에서 F-4 전투기의 날개에 장착된 주니 로켓이 폭발했다. 500파운드 폭탄이 18번 연쇄폭발했다. 비행갑판에 20피트 구멍이 났으며, 28명이 사망하고 343명이 부상했고, 15대의 전투기가 파손되었다.

엔터프라이즈급 항공모함은 원래 6척이 계획되었으나 1번함인 CVN-65 엔터프라이즈만 건조된, 미국 해군의 항공모함이다. 세계 최초의 원자력 항공모함이다. 제2차 세계 대전 중의 재래식 동력 항공모함이었던 CV-6 엔터프라이즈의 함명을 계승했다.
원래 디젤엔진을 사용하는 키티호크급 항공모함의 3번함으로서 계획되었지만, 원자력 추진으로 변경되었다. 항공모함으로서의 기능은 키티호크급과 같다. 취역시 함교의 주위에는 SPS－32·33형 위상배열 레이다를 장비한 범종 모양의 레이다 안테나 돔이 특징적이었다. 그러나 SPS－32·33형 위상배열 레이다는 무거운 무게와 정비 유지에 문제점이 많아 1979년부터 1982년에 걸쳐 창정비 시에 교체되었다. 2012년 12월 1일에 취역한 지 50년 만에 퇴역하였다

## 제원
- 만재배수량: 93,970t
- 길이: 342.3m
- 폭/비행갑판폭: 40.5m/ 76.8m
- 흘수: 11.9m
- 추진: 원자로 8기 증기터빈 4기·4축추진
- 속력: 33knots
- 승무원: 약3,200명·항공요원: 약2,500명
- 항공기: 85대
- 무장: Mk-29 GMLS 3기 RIM-7 Sea Sparrow Missile Mk-15 Phalanx CIWS 3기

## 같이 보기
- 항공전
- 제공권
- 항공모함 타격단
- 쿠즈네초프 항공모함